# Gaetano Costantini
Gaetano Costantini (Vicenza, 7 luglio 1813 – 28 dicembre 1889) è stato un politico italiano.

## Biografia
Nacque a Vicenza il 7 luglio 1813 da Angelo e Giovanna Bressan di famiglia borghese. Fu il primo podestà di Vicenza, non appartenente al patriziato, carica che rivestì dal gennaio 1845 al marzo del 1849. Ricoprì nuovamente la carica dal luglio 1866 al dicembre 1867, divenendo primo sindaco della città, il 7 gennaio 1867, titolo derivante dalla nuova normativa. Morì nel 1889.